# Lakewood, Colorado
Lakewood är en stad som ligger i Jefferson County, Colorado, USA. Lakewood är den fjärde mest folkrika staden i delstaten Colorado, dock endast den 164:e mest folkrika staden i hela USA. United States Census Bureau har kommit fram till att den totala folkmängden i Lakewood var 140 671 år 2005. Ytan uppgår till 100,2 km². Staden är belägen i den centrala delen av delstaten cirka 10 km sydväst om huvudstaden Denver och ingår i storstadsområdet Denver-Aurora Metropolitan Statistical Area.

## Sport
Motocross körs på Thunder Valley banan, som ligger väster om staden. AMA Pro Motocross Championship körs varje år på Thunder Valley.